# نيبويسا غلوغوفاتش
نيبويسا غلوغوفاتش (بالإنجليزية: Nebojša Glogovac)‏‏ (30 أغسطس 1969 – 9 فبراير 2018) هو ممثل، ومنتج أفلام من جمهورية يوغسلافيا الاشتراكية الاتحادية .

## روابط خارجية
- نيبويسا غلوغوفاتش على موقع IMDb (الإنجليزية)
- نيبويسا غلوغوفاتش على موقع ألو سيني (الفرنسية)
- نيبويسا غلوغوفاتش على موقع أول موفي (الإنجليزية)
- نيبويسا غلوغوفاتش على موقع قاعدة بيانات الأفلام السويدية (السويدية)
- نيبويسا غلوغوفاتش على موقع قاعدة بيانات الفيلم (الإنجليزية)
- نيبويسا غلوغوفاتش على موقع كينوبويسك (الروسية)